# Minamidaitō (villaggio)
Minamidaitō (南大東村?) è un villaggio giapponese della prefettura di Okinawa. Comprende l'isola omonima.